# Bolor limoso

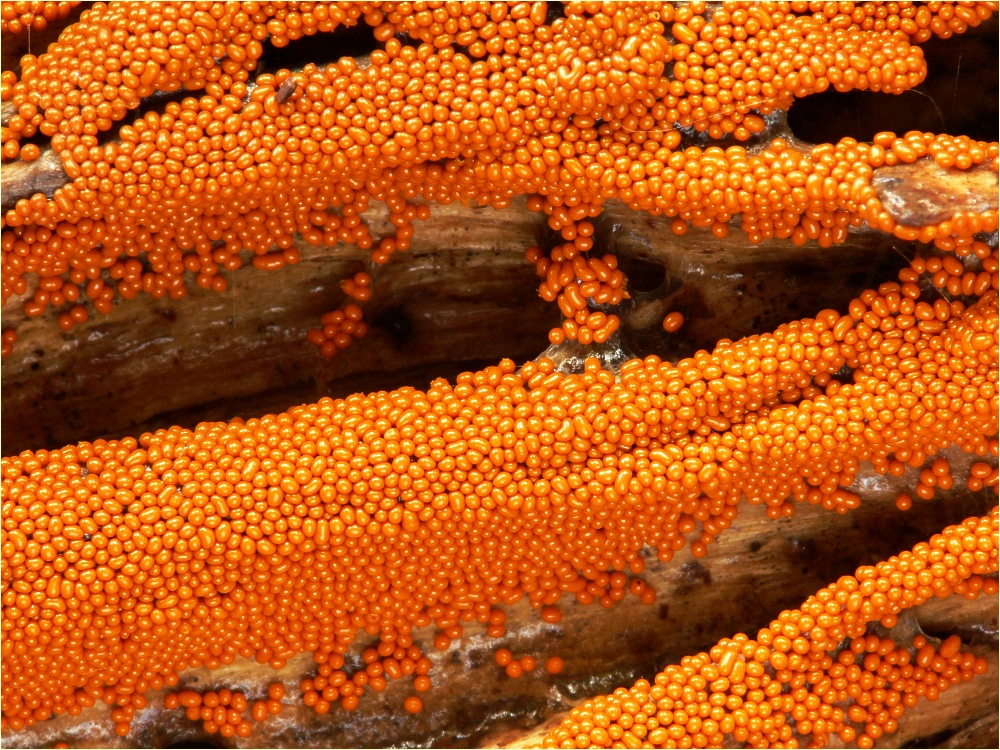
Colónias de Trichia varia.

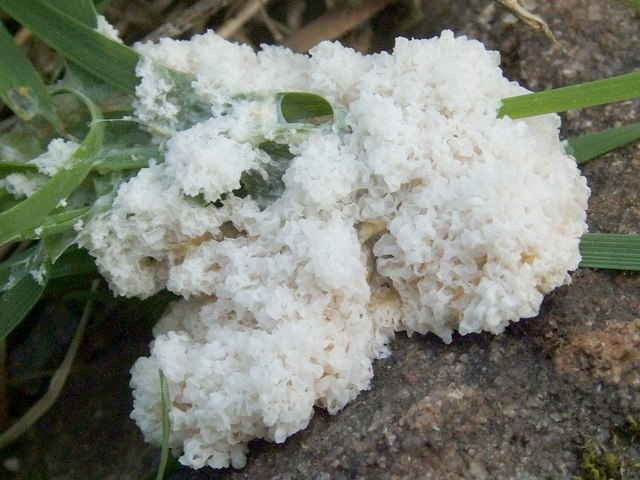
Physarum cinereum esporulando sobre folhas.

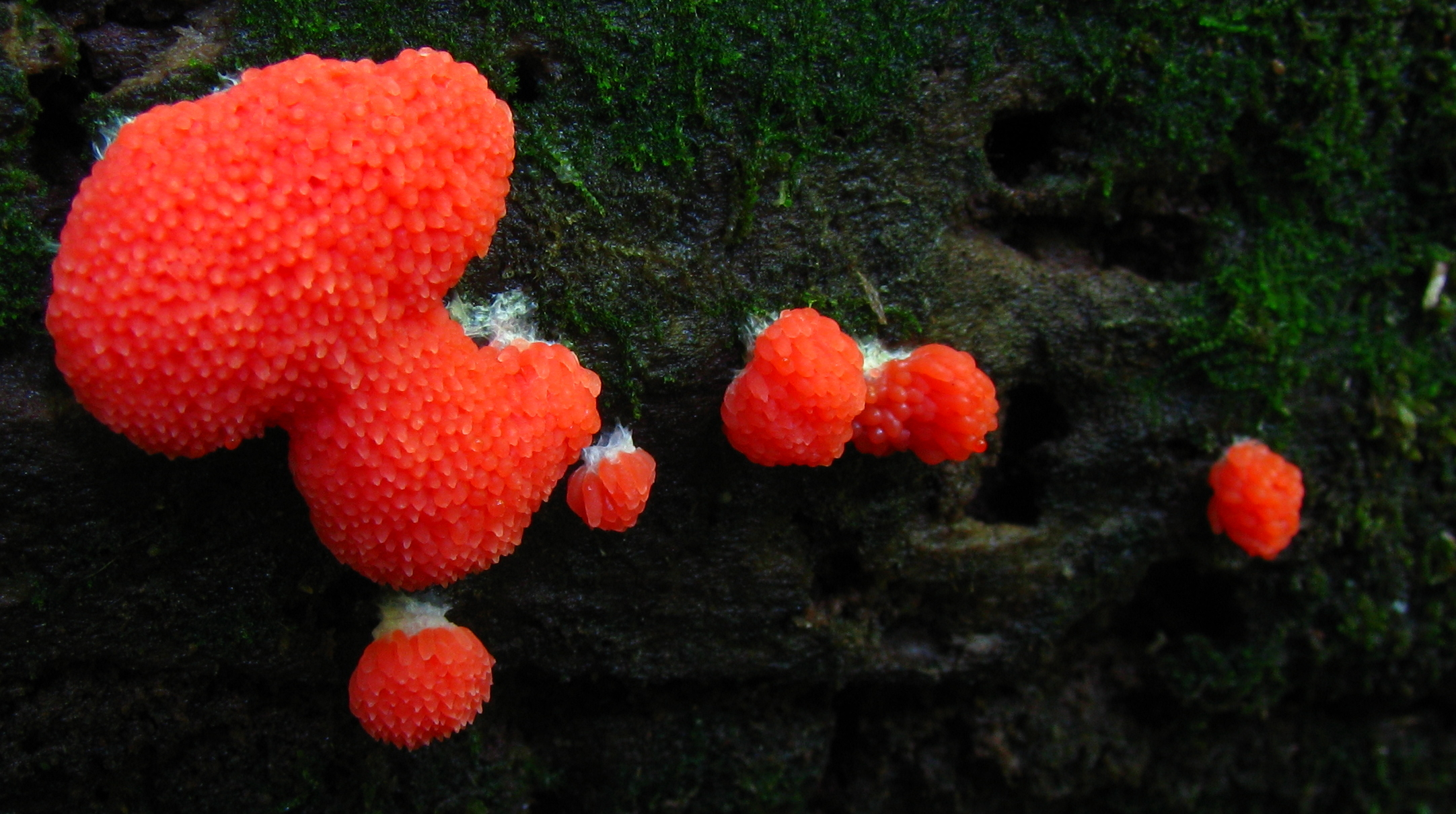
Colónia de Tubifera ferruginosa.

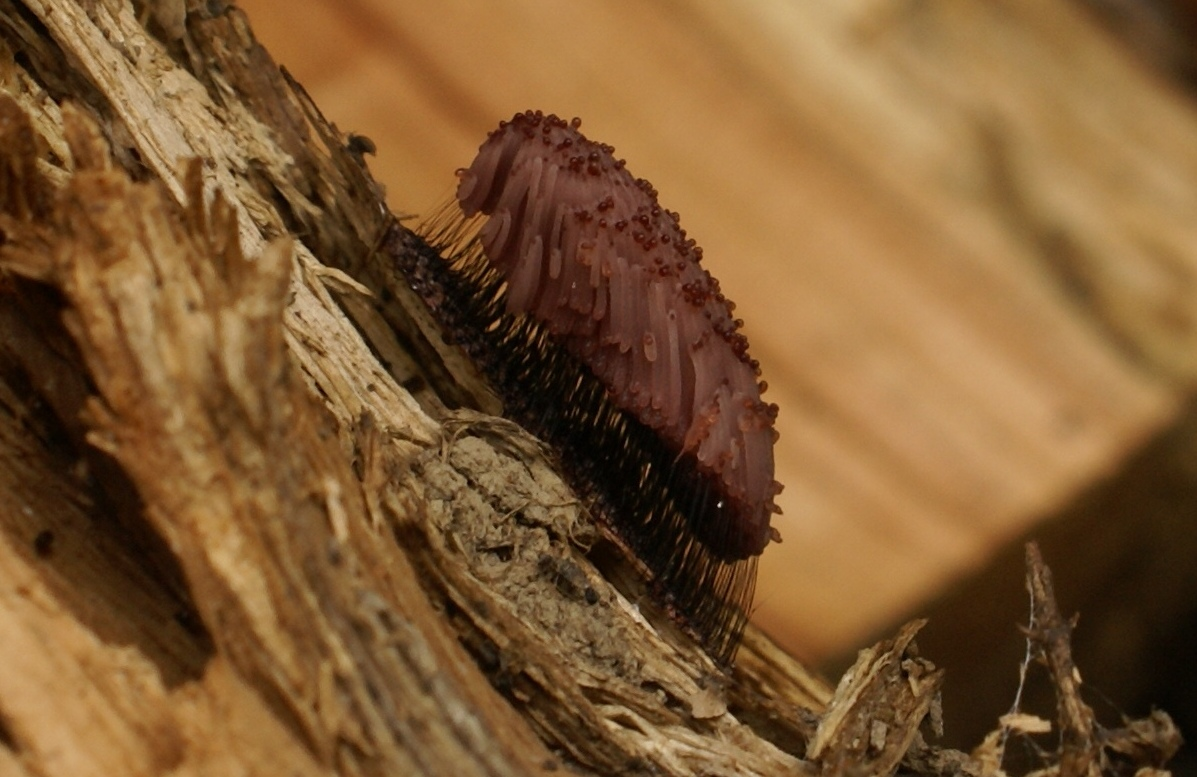
Fungo limoso da espécie Stemonitis fusca (Escócia).

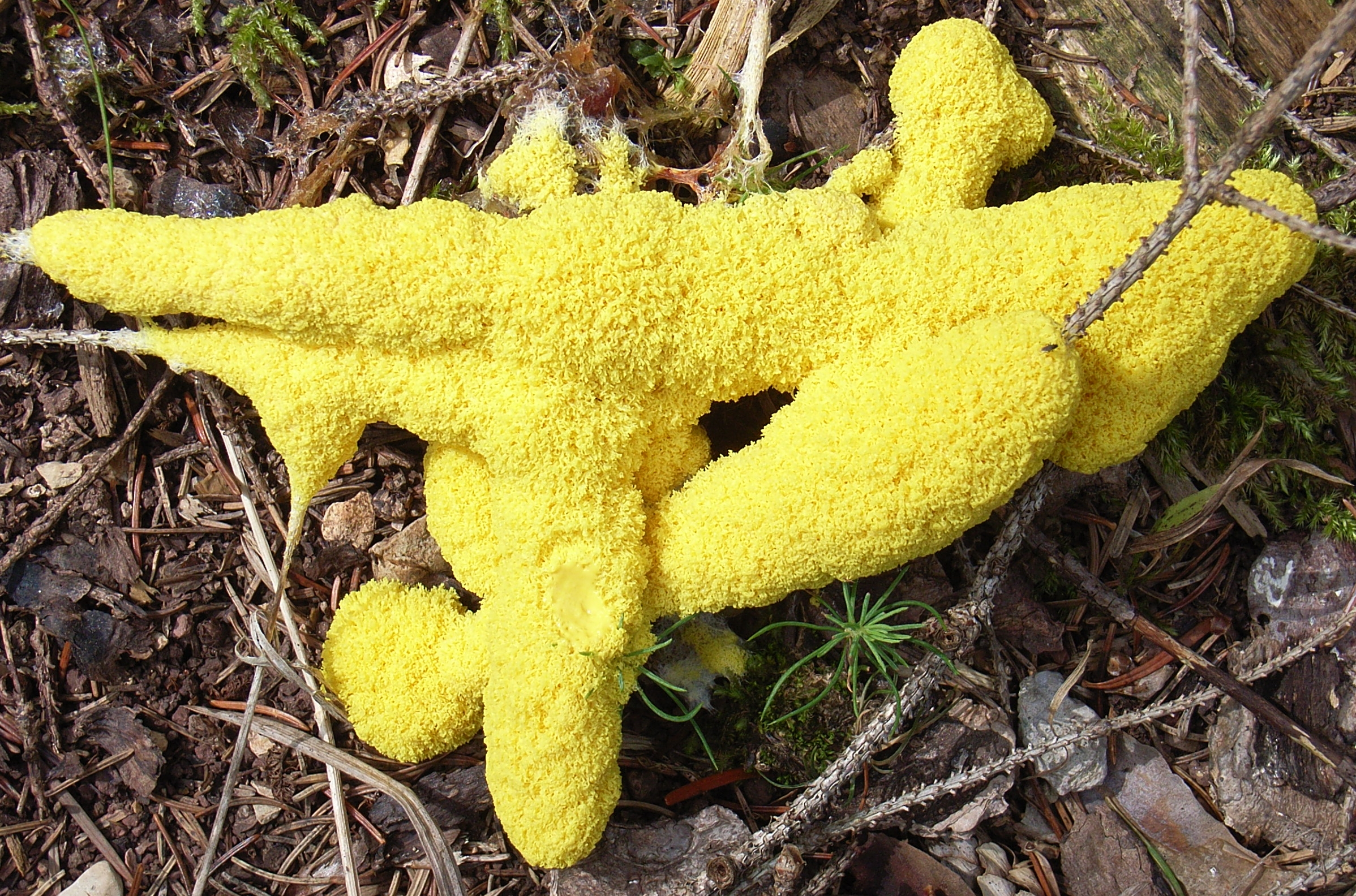
Fuligo septica, um fungo limoso conhecido pelo nome comum de vómito-de-cão.

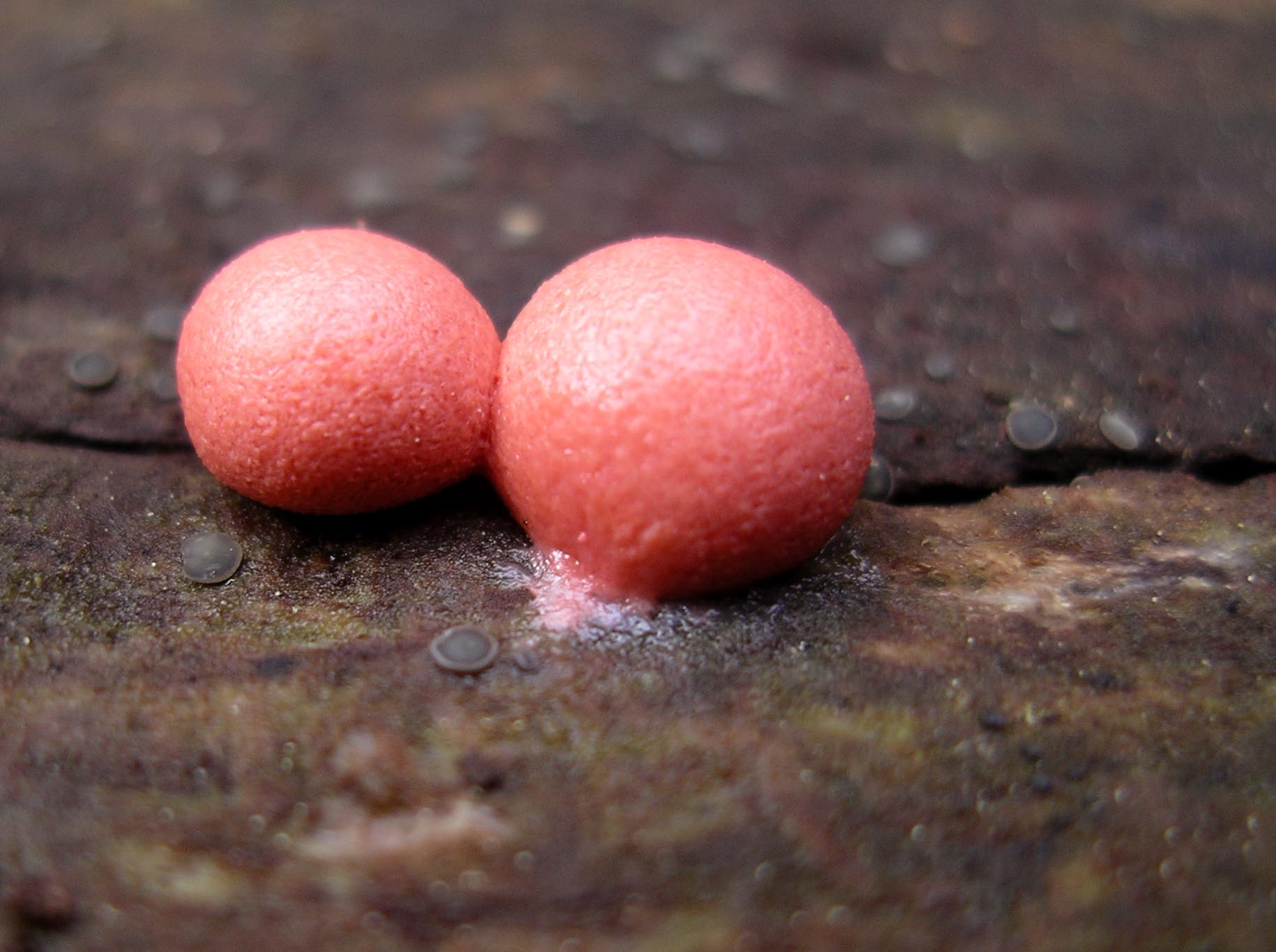
Lycogala epidendrum (J.C. Buxb. ex L.) Fr. 1829.

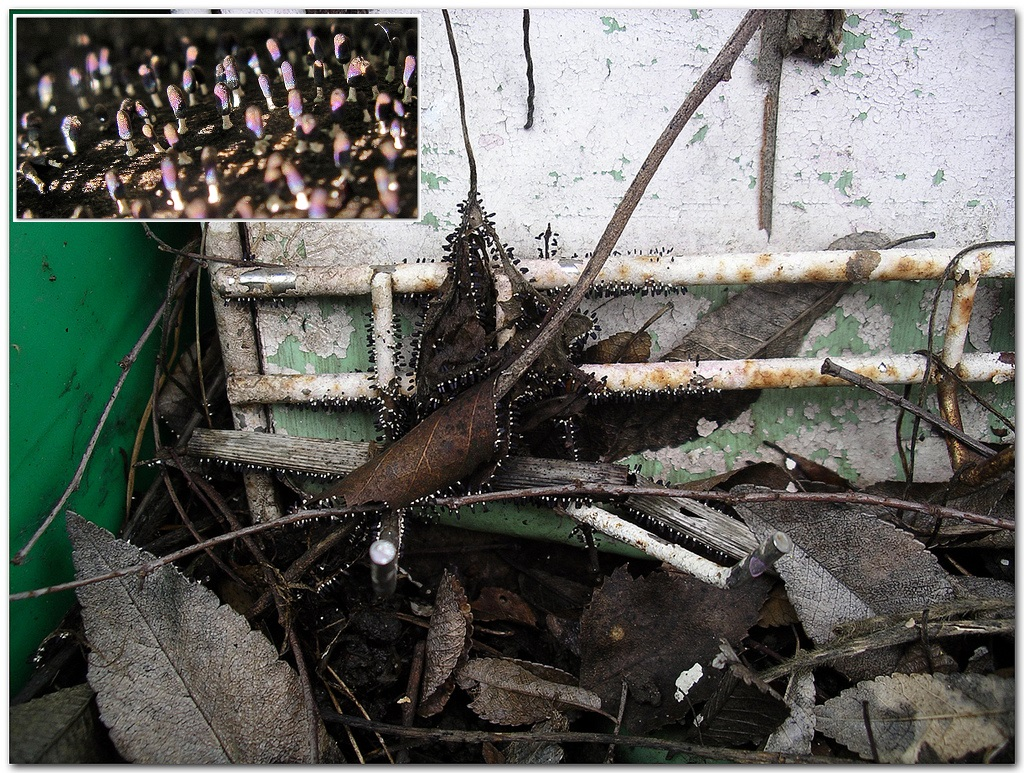
Fungo limoso iridescente da espécie Diachea leucopodia (Berkeley, Califórnia).

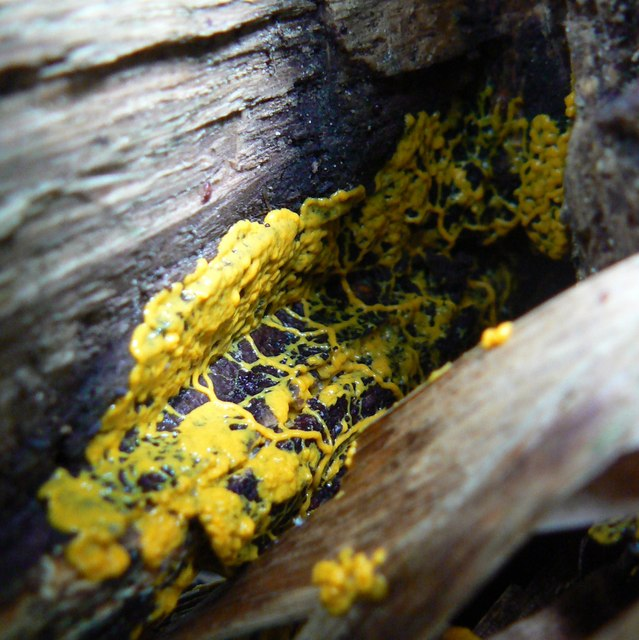
Plasmódio com a sua rede de "veias"

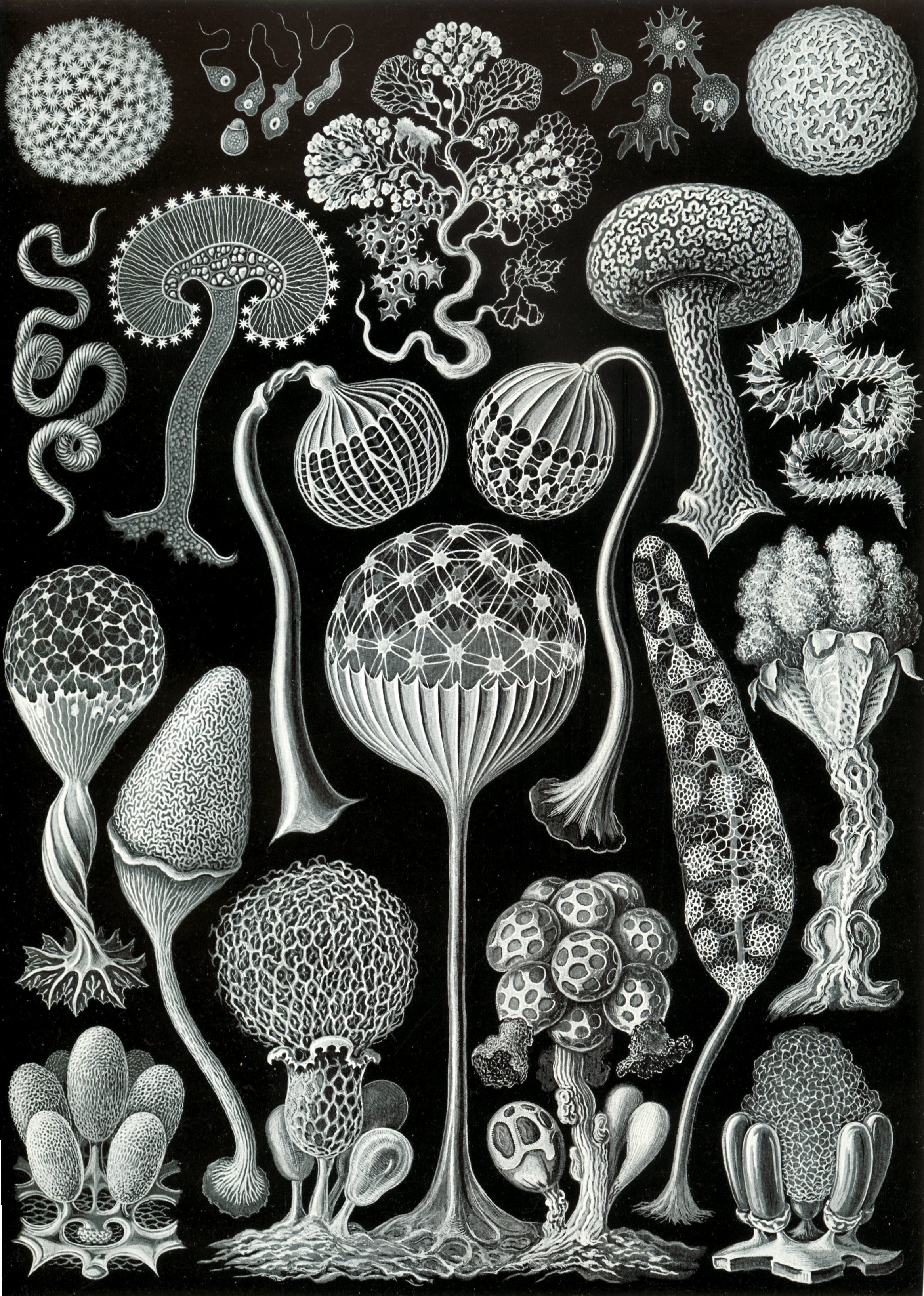
Desenho de Spermatozoa da obra de Ernst Haeckel intitulada Kunstformen der Natur (Formas de arte da natureza), publicado em 1904.

Bolor limoso ou fungo mucilaginoso, mas também mofo limoso, bolor mucilaginoso ou fungo gelatinoso, são nomes comuns informais, sem significado taxonómico preciso, aplicados a um conjunto polifilético de organismos, em tempos conhecido por Gymnomycota, que se pensava serem fungos do tipo mofo, cuja única característica comum consiste em formarem massas mucilaginosas semelhantes a gelatina sobre a superfície de matéria orgânica em decomposição. O conjunto inclui diversos tipos de organismos eucariotas, sem relação filogenética próxima, que podem viver como organismos unicelulares livres, mas que se agregam em massas mucilaginosas macroscópicas para formar estruturas reprodutivas multicelulares. Foram classificados como fungos, mas estudos de biologia molecular levaram à sua exclusão daquele reino. Apesar de não serem filogeneticamente relacionados entre si, as semelhanças morfológicas e ecológicas entre as cerca de 500 espécies conhecidas levam a que por conveniência o grupo seja integrado entre o "reino" parafilético dos Protista. Os conhecimentos de filogenia actuais permitem afirmar que nenhuma das espécies do grupo pertence ao moderno reino Fungi, ou seja que nenhuma delas é um «fungo» na acepção taxonómica do termo.

## Descrição
Conhecem-se cerca de 500 espécies de fungos mucilaginosos, com distribuição natural cosmopolita mas com maior frequência nas regiões quentes e húmidas ricas em matéria orgânica em decomposição.
O nome comum é uma referência directa à fase reprodutivo do seu ciclo de vida, durante a qual formam estruturas que se assemelham a massas de muco gelatinoso. Estas estruturas são particularmente visíveis entre os Myxogastria, que são macroscópicos durante todo o seu ciclo de vida. A maior parte das colónias de atinge apenas alguns centímetros de dimensão máxima, mas algumas espécies podem formar, quando em habitats com condições ecológicas óptimas, colónias com vários metros quadrados de área e peso seco até 30 gramas.
A maioria destes organismos, especialmente os do tipo "celular", não passam a maior parte do tempo no estado mucilaginoso. Na maioria dos casos, enquanto existe alimento abundante, a espécie permanece como organismos unicelulares, microscópicos, dispersos entre as partículas alimentares ou no seu interior. Quando o alimento escasseia, estes organismos unicelulares congregam-se e começam a mover-se ordenadamente como um corpo único. Neste estado, a colónia é sensível à presença de odores no ar e pode detectar a presença de alimento. Pode também modificar rapidamente a forma e função de partes da estrutura e formar pedúnculos que produzem corpos frutificantes, libertando um elevado número de esporos na maturação, suficientemente leves para serem distribuídos pelo vento ou transportados por animais que passem pelo local.
Em geral estas espécies alimentam-se de microorganismos que vivam em qualquer tipo de material vegetal em decomposição, consumindo bactérias, leveduras e fungos. Pela sua acção contribuem para a decomposição da vegetação morta, em especial da manta morta das florestas temperadas, pelo que são frequentemente encontrados nos solos florestais e sobre troncos e ramos mortos de espécies decíduas. Nas regiões tropicais com elevada humidade do ar são também comuns sobre inflorescências, frutos e sobre as partes aéreas de plantas, especialmente nas copas das árvores.
Em áreas urbanas estas espécies ocorrem em relvados, na manta orgânica e em composto aplicada em jardinagem e hortofloricultura e entre material vegetal em decomposição resultante de podas e do corte de relvas. Ocorrem também em acumulações de folhas em decomposição em drenos pluviais e bueiros. Também podem ocorrer nos filtros de sistemas de ar condicionado quando os drenos estejam bloqueados.

## Taxonomia
Os conhecimentos obtidos com recurso às técnicas de biologia molecular permitem que os chamados fungos mucilaginosos (ou bolores limosos), quando considerados como um grupo, formam um agrupamento polifilético.
Nas antigas classificações, construídas quase exclusivamente com base em considerações morfológicas, eram integrados no sub-reino Gymnomycota do reino Fungi (fungos). Os «fungos» do grupo Gymnomycota eram por sua vez subdivididos em três filos, hoje todos considerados obsoletos: (1) Myxomycota; (2) Acrasiomycota; e (3) Labyrinthulomycota.
Os conhecimentos de filogenia actuais permitem afirmar que nenhuma das espécies do grupo pertence ao moderno reino Fungi, ou seja que nenhuma delas é um «fungo» na acepção taxonómica do termo.
A classificação anterior evoluiu inicialmente para a criação de dois grupos, que embora de natureza estritamente funcional e sem base filogenética, permitem distinguir os «fungos mucilaginosos» em função da sua fisiologia básica:
- Fungos mucilaginosos do tipo "celular" — nesta categoria agrupam-se as espécies cujo ciclo de vida se cumpre essencialmente sob a forma de protistas unicelulares individuais, que apenas se congregam quando é secretado um sinal bioquímico que provoca alterações comportamentais e morfológicas levando à formação de uma massa de indivíduos que age como um único organismo.
- Fungos mucilaginosos do tipo "plasmodial" — nesta categoria estão incluídas as espécies cujos indivíduos existem a maior parte do tempo sob a forma heterocarionte de um sincício, uma estrutura plasmodial formada  pela inclusão no interior de uma única membrana celular, sem parede celular, de múltiplas células individuais modificadas. Nesta grande super-célula, o sincício, na realidade um saco de citoplasma contendo milhares de núcleos celulares individuais, coexistem, sem individualidade própria, aquilo que seriam os membros da colónia, num estado intermédio entre os organismos unicelulares e os verdadeiros organismos multicelulares.

### Espécies ameboides (Amoebozoa)
As modernas classificações de base filogenética consideram, em sentido estrito, que o maior grupo dos «fungos mucilaginosos» constitui o agrupamento mycetozoano do grupo dos Amoebozoa, nele se incluindo as espécies que apresentam morfologia e comportamento do tipo ameboide. Os Mycetozoa (nesta acepção) incluem os seguintes três grupos:
- Myxogastria (ou mixomicetas) — fungos mucilaginosos heterocariontes do tipo "plasmodial", formadores de sincícios;
- Dictyosteliida (ou dictiostelídeos) — fungos mucilaginosos do tipo "celular";
- Protosteloides — também conhecidos por «amibas protosteloides» ou «protostelídeos», são amibas capazes de produzir corpos frutificantes simples, constituídos por um pedúnculo celular que termina em um ou mais esporos.[5] Todas as espécies conhecidas são microscópicas  e ocorrem tipicamente sobre material vegetal em decomposição no qual se alimentam de bactérias, leveduras e esporos de fungos. Como os protostelídeos são amibas que produzem esporos, são considerados parte do grupo dos «fungos mucilaginosos».[6]

Esta classificação continua a apresentar inconsistência e conflitos que carecem de resolução. Evidência molecular recente mostra que enquanto os dois primeiro grupos (Myxogastria e Dictyosteliida) serão monofiléticos, os Protosteloide são muito provavelmente um grupo polifilético. Por esta razão não existe ainda consenso em torno desta classificação.
Myxogastria
O agrupamento Myxogastria, do tipo plasmodial, inclui as espécies de «fungos mucilaginosos» mais frequentemente encontradas, sendo o mais visível dos agrupamentos dadas as dimensões das suas colónias.
O género mais comum é Stemonitis, que forma pequenos tufos acastanhados sobre madeira em decomposição. Outro género comum é Physarum, especialmente a espécie Physarum polycephalum, que também ocorre sobre troncos e ramos em decomposição, sobre os quais aprece como uma teia de filamento amarelos (as "veias"), e é frequentemente usada em investigação científica. O género Fuligo forma com frequência crostas em composto e outros materiais vegetais em apodrecimento.
Dictyosteliida
O grupo Dictyosteliida, constituído pelas espécies do tipo celular, apresenta uma relação filogenética distante com os Myxogastria (os plasmódios) e ciclos de vida muito distintos. Na sua fase de amiba não formam grandes cenócitos e permanecem como indivíduos. Contudo vivem em habitats similares e também se alimentam de microorganismos. Quando os alimentos escasseiam e estão prontos para formar esporângios, estes organismos seguem uma estratégia radicalmente diferente: libertam moléculas sinalizadoras no seu ambiente, através das quais se congregam e forma massas de amibas, como se fora um enxame. Essas amibas comportam-se como se fossem parte de um pequeno organismo multicelular, semelhante a uma lesma, que se arrasta para um lugar iluminado e desenvolve um corpo frutificante. Alguns indivíduos transforma-se em esporos, permitindo começar a próxima geração, enquanto outros se sacrificam para formar um caule morto capaz de elevar os esporos para o ar.
Protosteloides
Os protosteloides apresentam características intermédias entre os dois grupos atrás descritos, mas são muito mais pequenos, sempre microscópicos, formando corpos frutificantes que produzem apenas um esporo ou, por vezes, um pequeno número de esporos.

### Espécies não ameboides
O grupo não ameboide de «fungos mucilaginosos» inclui os seguintes agrupamentos:
- Acrasida — a ordem Acrasida inclui as espécies que pertencem ao agrupamento taxonómico Heterolobosea do supergrupo Excavata. Apresentam um estilo de vida semelhante aos Dictyostelids, mas as suas amibas composrtam-se de forma diferente, apresentando pseudópodes. O grupo integrou o filo Acrasiomycota, hoje considerado obsoleto.
- Plasmodiophorida — a ordem Plasmodiophorida agrupa protistas parasíticos pertencentes ao supergrupo Rhizaria. Inclui géneros que causam patologias vegetais em diversas culturas, entre as quais Phytomyxea (que afecta couves) e Spongospora (que afecta a batata). Os Plasmodiophorida também formam cenócitos, mas são parasitas internos de plantas.
- Labyrinthulomycetes (ou Labyrinthulomycota) — a classe Labyrinthulomycetes é um grupo de organismos marinhos que produz estruturas reticuliformes sobre as superfícies infestadas, pertencente ao supergrupo Chromalveolata. A estrutura reticuliforme é um "labirinto" (daí o nome) de pequenos tubos através dos quais as amibas, que são desprovidas de pseudópodes, se movem.
- Fonticula — é um género de «fungo mucilaginoso», considerado em incertae sedis, que forma corpos frutificantes em forma de taça.[7] Fonticula não apresenta relação filogenética próxima com Dictyosteliida ou Acrasidae.[8] O seu enquadramento taxonómico é incerto, mas aparente ser próximo de Nuclearia, que por sua vez é filogeneticamente próximo dos verdadeiros fungos (Fungi).[9]

Estrutura taxonómica dos «fungos mucilaginosos»
| Grupo                                                   | Géneros | Morfologia |
| ------------------------------------------------------- | --- | --- |
| Amoebozoa > Conosa > Mycetozoa                          | Classe Myxogastria: Cribraria, Lycogala, Tubifera, Echinostelium, Fuligo, Lepidoderma, Physarum, Comatricha, Stemonitis, Arcyria, Trichia                                                   | Espécies do tipo plasmodial com formação de sincícios. |
| Amoebozoa > Conosa > Mycetozoa                          | Classe Dictyostelia: Dictyostelium, Polysphondylium, Acytostelium | Espécies do tipo celular. |
| Amoebozoa > Conosa > Mycetozoa                          | Classe Protostelia: Planoprotostelium, Protostelium | Ciclos de vida intermédios entre os Myxogastria e os Dictyostelia, mas muito mais pequenos, com corpos frutificantes que produzem um número muito reduzido de esporos, nalguns casos apenas um esporo.    |
| Rhizaria > Cercozoa > Endomyxa > Phytomyxea             | Lignieria, Membranosorus, Octomyxa, Phagomyxa, Plasmodiophora, Polymyxa, Sorodiscus, Sorosphaera, Spongospora, Tetramyxa, Woronina                                                          | Protistas parasíticos, maioritariamente endoparasitas em plantas. Causam diversas doenças em culturas. Formam cenócitos.                                                                                  |
| Excavata > Percolozoa > Heterolobosea > Acrasida        | Acrasis | Espécies do tipo celular com ciclo de vida semelhante aos Dictyostelia, mas com amibas com pseudópodes do tipo «eruptivo».                                                                                |
| Chromalveolata > Heterokontophyta > Labyrinthulomycetes | Ordem Labyrinthulida: Labyrinthulids, Labyrinthula, Thraustochytrids, Aplanochytrium, Labyrinthuloides, Japonochytrium, Schizochytrium, Thraustochytrium, Ulkenia, Diplophryids, Diplophrys | Organismos marinhos que formam estruturas mucilaginosas reticulares que originam redes labirínticas de pequenos tubos em cujo interior as amibas, que são desprovidasde pseudópodes, podem movimentar-se. |
| Opisthokonta > Holomycota > Fonticulida                 | Fonticula | Espécies do tipo celular que produzem corpos frutificantes em forma de taça. |

## Ciclo de vida

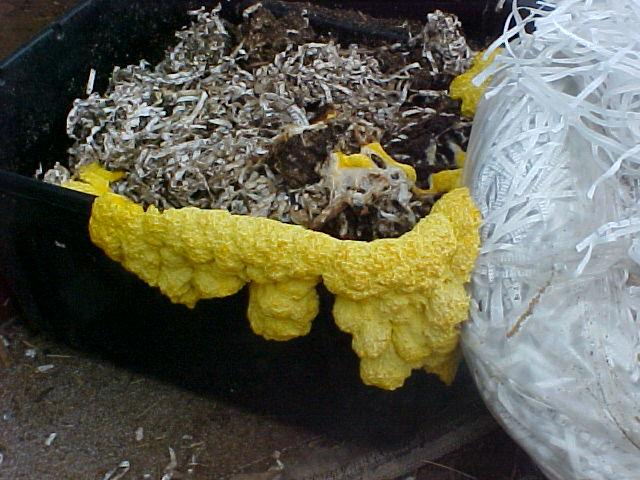
«Fungo mucilaginoso» a crescer sobre papel húmido

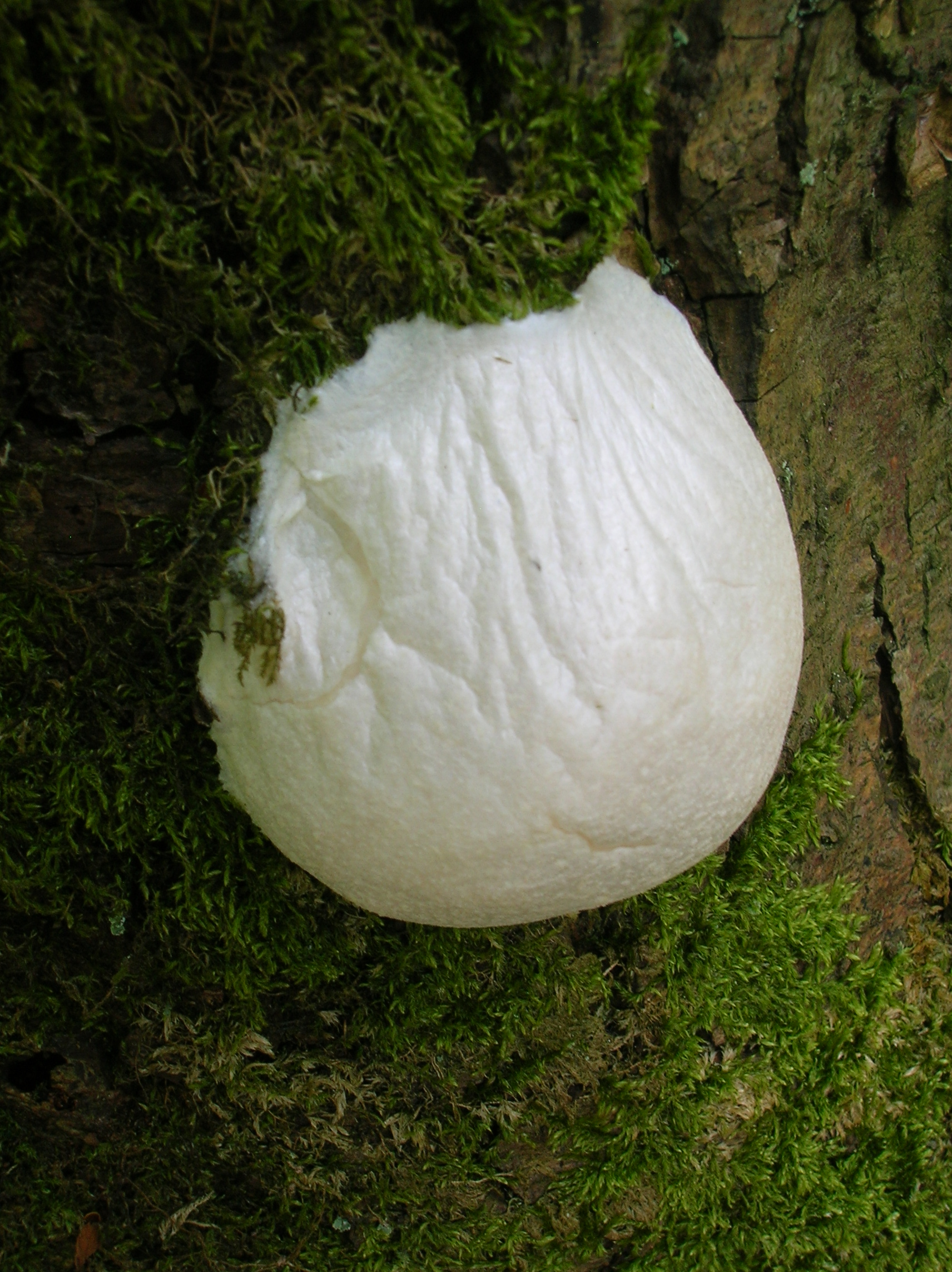
A fase esporângica intermédia de Enteridium lycoperdon sobre um tronco de árvore com musgos.

Os fungos mucilaginosos iniciam a sua vida como células do tipo ameboide, organismos unicellares que são em geral haploides e se alimentam de bactérias. Estas amibas podem acasalar, se encontrarem o tipo correcto de parceiro, e formar zigotos que se desenvolvem e transformam em plasmódios. Os plasmódios contêm muitos núcleos celulares, sem membranas celulares entre eles, e podem crescer recobrir vários metros quadrados de superfície. As amibas e os plasmódios alimentam-se de microorganismos. O plasmódio forma uma rede de filamentos protoplasmáticos interligados.
No interior de cada filamento protoplasmático os materiais citoplasmáticos fluem rapidamente, seguindo ciclos curtos, de cerca de 50 segundos, de fluxo e refluxo. Em cada ciclo, o citoplasma pode ser observado a abrandar, parar e, em seguida, inverter o sentido de fluxo. O fluxo de protoplasma ao longo de um filamento plasmodial pode atingir velocidades de até 1,35 mm por segundo, a taxa mais rápida registada para qualquer microorganismo. Numa forma de movimento ameboide sem formação de pseudópodes, a migração para diante do plasmódio é conseguida quando mais protoplasma avança para a área frontal do que o protoplasma que é retirado dessa área, em detrimento da parte traseira do plasmódio onde é maior a retirada que o retorno.
Quando a disponibilidade de alimento diminui, o plasmódio migra para a superfície do seu substrato e transforma-se, formando corpos de frutificação rígidos. Os corpos frutificantes, ou esporângios, são a parte visível da estrutura, assemelhando-se superficialmente aos fungos e bolores. Apesar dessa semelhança morfológica e funcional, resultado de fenómenos de convergência evolutiva, estes organismos não estão filogeneticamente relacionados com os verdadeiros fungos. Os esporângios libertam esporos que ao germinar originam amibas que reiniciam o ciclo de vida.
Uma espécie característica deste grupo é Fuligo septica, que assume a aparência de uma rede amarelada viscosa, normalmente crescendo sobre madeira em apodrecimento.

### Plasmódios
Entre os membros do grupo Myxogastria, a porção plasmoidal do ciclo de vida apenas ocorre após singamia, ou seja da fertilização por fusão de citoplasma e núcleos celulares de mixoamibas ou células enxameantes (swarm cells). O zigoto diploide transforma-se num plasmódio multinucleado através de múltiplas divisões nucleares sem que sejam acompanhadas pelas correspondentes subsequentes divisões celulares.
Os plasmódios dos Myxomyceta são massas multinucleadas de protoplasma que se movem por fluxo citoplásmico (cytoplasmic streaming). Para que o plasmódio se mova, o citoplasma deve ser encaminhado para a frente de avanço da massa por retiradas da parte posterior. Este processo resulta no avanço do plasmódio através da formação de frentes em forma de leque, com a frente de avanço alargando em detrimento da parte posterior. À medida que se move, o plasmódio também ganha nutrientes através da fagocitose de bactérias e de pequenos pedaços de matéria orgânica.
Os plasmódios activos também têm a capacidade de se subdividir e estabelecer plasmódios separados que prosseguem actividae autónoma. Por outro lado, plasmódios separados que sejam geneticamente semelhantes e compatíveis podem fundir-se para criar um plasmódio maior. No caso das condições se tornarem de secura, o plasmódio forma um esclerócio, essencialmente um estado desidratado e dormente, capaz de sobreviver durante largos períodos de carência de humidade. Quando as condições se tornam novamente húmidas, o esclerócio absorve água e o plasmódio activo é restaurado.
Quando o suprimento de nutrientes diminui, os plasmódios de Myxomycete entram na fase seguinte de seu ciclo de vida, formando esporos haploides, muitas vezes num esporângio bem definido ou noutras estruturas especificamente destinadas à formação de esporos.

### Comportamento
Quando uma massa de um «fungo mucilaginoso» é fisicamente separada em porções distintas, as células são capazes de localizar e reencontrar as restantes partes e reunificar a colónia separada.
Estudos realizados com recurso a colónias do género Physarum demonstraram mesmo a capacidade da massa aprender a prever condições desfavoráveis periódicas criadas em experiências laboratoriais.
John Tyler Bonner, um professor de Ecologia conhecido pelos seus estudos sobre fungos mucilaginosos, argumenta que aqueles organismos são "nada mais do que um saco de amebas encerrado numa fina bainha de mucilagem, mas conseguem ter vários comportamentos que são iguais aos dos animais que possuem músculos e nervos com gânglios, isto é, cérebros simples".
Atsushi Tero da Universidade de Hokkaido cultivou a espécie Physarum polycephalum num recipiente liso e molhado, colocando inicialmente o bolor numa posição central, que representaria a posição de Tóquio, e flocos de aveia em posições correspondentes à localização das cidades principais da área metropolitana de Tóquio. Como Physarum evita a luz brilhante, focos de luz foram usados para simular montanhas, massas de água e outros obstáculos no prato. Inicialmente o bolor preencheu densamente o espaço com plasmódios, que em seguida se foram diluindo para formar uma rede cujos ramos se interligavam de forma eficiente face às disponibilidades de alimento e a intensidade da luz. A rede resultante assemelhava-se impressionantemente ao sistema ferroviário de Tóquio.